# شهرستان گوی‌گول
گوی‌گول (به لاتین: Göygöl)، نام شهرستانی در غرب جمهوری آذربایجان است. نام پیشین این شهرستان خانلار (Xanlar) بود.
گوی‌گول به معنی «دریاچه سبز» است. این استان ۱۰۳۰ کیلومتر مربع وسعت و جمعیتی بالغ بر ۵۴٬۰۰۰ دارد. مرکز این استان شهر گوی‌گول است. مناطق جنوبی این استان خط آتش‌بس با ارمنستان را شامل می‌شود. شهر گوی‌گول در سال ۱۸۱۹ میلادی توسط مهاجران آلمانی بنا نهاده شد و هلنن‌دورف (Helenendorf) نام گرفت و در سال ۱۹۳۸ خانلار نام گرفت.